# كوندج (كوهباية الغربي)
کوندج (بالفارسية: کوندج) هي قرية تقع في إيران في قسم کوهبایة الغربي الریفي. يقدر عدد سكانها بـ 1,801 نسمة .